# Edolo

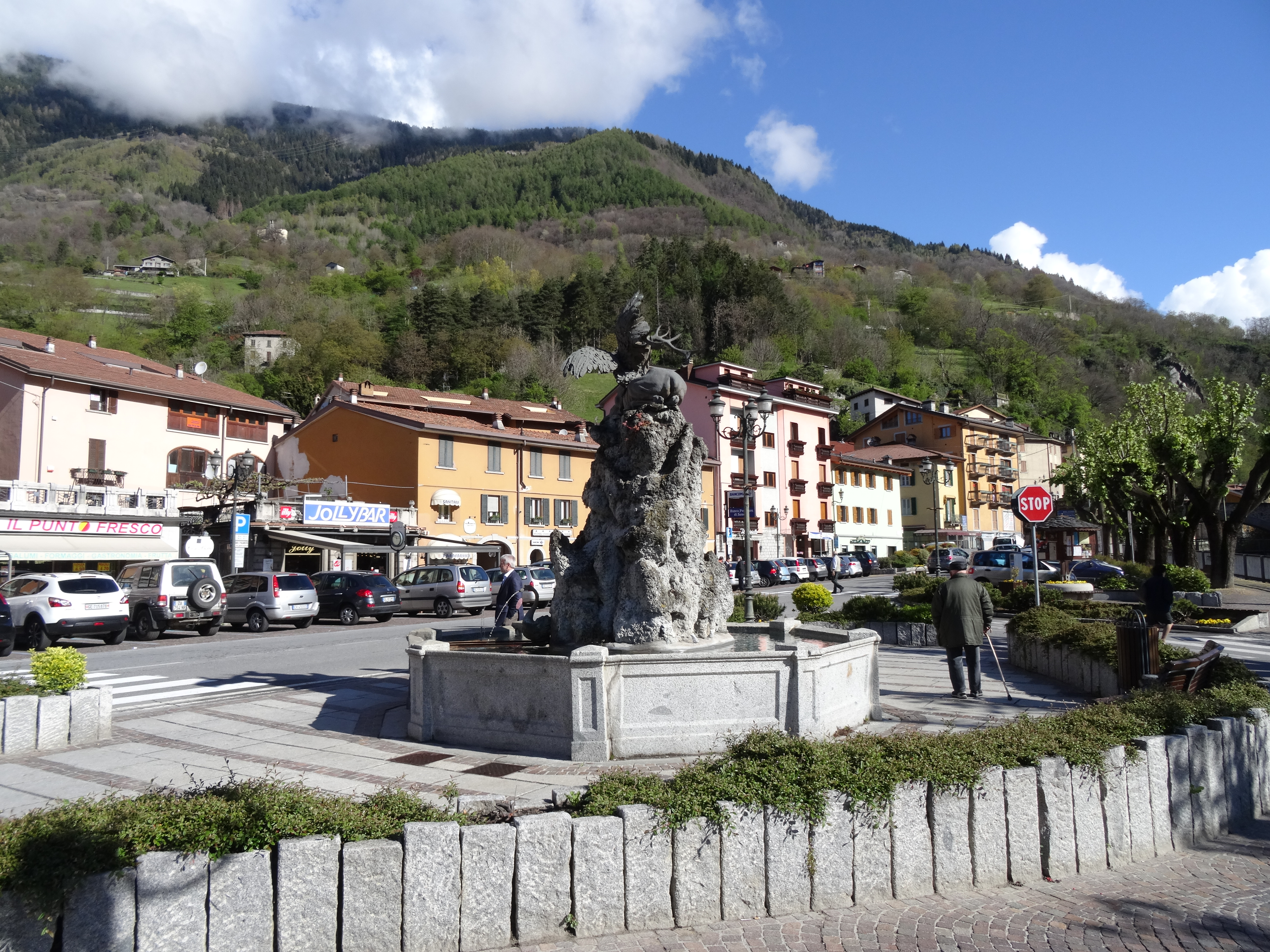
Edolo (2014)

Edolo is een gemeente in de Italiaanse provincie Brescia (regio Lombardije) en telt ruim 4500 inwoners (2013). De oppervlakte bedraagt 89,2 km², de bevolkingsdichtheid is 48 inwoners per km².
De volgende frazioni maken deel uit van de gemeente: Cortenedolo, Vico, Mu.

## Demografie
Edolo telt ongeveer 1918 huishoudens. Het aantal inwoners daalde in de periode 1991-2001 met 2,9% volgens cijfers uit de tienjaarlijkse volkstellingen van ISTAT.
| Jaar | Inwoneraantal |
| ---- | ------------- |
| 1991 | 4420          |
| 2001 | 4291          |

## Geografie
De gemeente ligt op ongeveer 720 m boven zeeniveau.
Edolo grenst aan de volgende gemeenten: Corteno Golgi, Incudine, Lovero (SO), Malonno, Monno, Ponte di Legno, Saviore dell'Adamello, Sernio (SO), Sonico, Temù, Tovo di Sant'Agata (SO), Vezza d'Oglio, Vione.

## Externe link

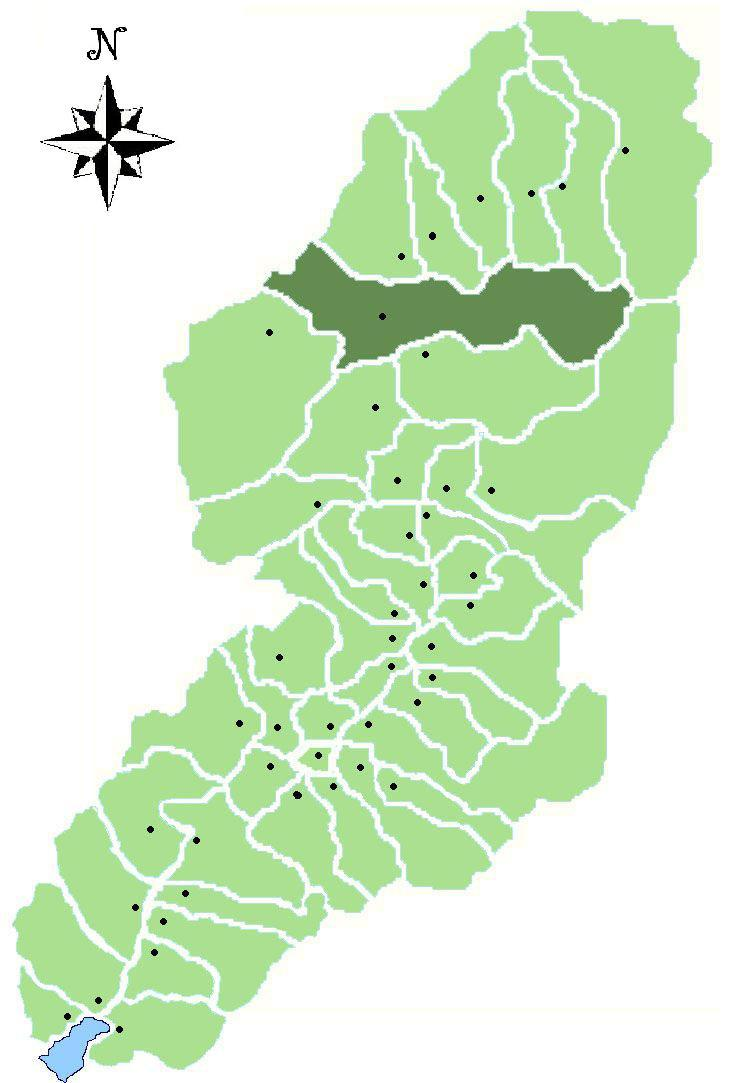
Edolo's land in Valle Camonica